# صادق واعظ‌زاده
صادق واعظ‌زاده (زاده ۱۳۳۸ مشهد) سیاستمدار ایرانی و استاد تمام گروه قدرت دانشکده مهندسی برق دانشگاه تهران و دانشگاه علم و فرهنگ و عضو حقیقی شورای عالی انقلاب فرهنگی و عضو مجمع تشخیص مصلحت نظام است. او در دولت اول محمود احمدی‌نژاد اولین معاون علمی و فناوری رئیس‌جمهور، دبیر شورای عالی آموزش، پژوهش و فناوری و رئیس بنیاد ملی نخبگان بوده‌است. وی از سال‌ ۱۳۹۰ 
رئیس مرکز الگوی اسلامی ایرانی پیشرفت
می‌باشد.

## اوان زندگی
صادق واعظ زاده در سال ۱۳۳۸ در مشهد متولد شد. پدرش محمد واعظ زاده خراسانی از شاگردان بروجردی و خمینی و علامه طباطبائی است. مادرش سیده فاطمه میردامادی از نوادگان میرداماد دانشمند عصر صفوی و خالهٔ سید علی خامنه‌ای، رهبر ایران، است. واعظ زاده دوران دبستان و دبیرستان را در مشهد گذراند. در دوران دبیرستان همراه پدرش به مصر رفت و حدود یکسال در آن کشور زندگی کرد. وی در سال ۱۳۵۵ در رشته مهندسی برق در دانشگاه علم و صنعت ایران ادامه تحصیل داد که به دلیل تعطیلی دانشگاه‌ها در دوران انقلاب ایران و انقلاب فرهنگی مدرک کارشناسی خود را در سال ۱۳۶۴ دریافت کرد. در سال ۱۳۵۶ هم‌زمان با ورود رئیس‌جمهور آمریکا به ایران در راهپیمایی معروف اعتراضی دانشجویان در تهران و در مراسم بزرگداشت علی شریعتی و سید مصطفی خمینی در تهران و قم شرکت داشت. با وقوع زلزله طبس در سال ۱۳۵۶ همراه با محمد منتظرالقائم در برق‌رسانی به مناطق زلزله زده کمک کرد.

## اوایل انقلاب
پس از انقلاب ایران در سال ۱۳۵۸ با تشکیل یک گروه دانشجویی به کمک مردم ساکن حلبی آباد حاشیه تهرانپارس رفت و در حین شکلگیری جهاد سازندگی در روستاهای حومه نیشابور و سبزوار به انجام کارهای عمرانی و فرهنگی پرداخت. در سال ۱۳۵۹ و پس از انقلاب فرهنگی عضو شورای عمومی دفتر تحکیم وحدت و بعد از چند ماه به عضویت شورای مرکزی آن انتخاب شد. تهیه بیانیه‌ها و تحلیل‌های دفتر بر عهده وی بود. وی در این دوره نشریه وحدت را به عنوان تنها نشریه سراسری دانشجویی کشور با کمک گروهی از دانشجویان منتشر کرد که در دانشگاه‌ها و روزنامه فروشی‌های کشور توزیع می‌شد. به عنوان نماینده دفتر تحکیم وحدت در شورای هماهنگی نمایندگان احزاب و سازمان‌های اسلامی و جامعه روحانیت مبارز و جامعه مدرسین حوزه علمیه قم که به دستور نخست وزیر محمد علی رجایی به صورت هفتگی در نخست‌وزیری تشکیل می‌شد، شرکت می‌کرد و در تشکیل دولت رجایی مشاور وی در تعیین وزیر علوم بود. واعظ زاده در سال ۱۳۶۰ در تأسیس جهاد دانشگاهی شرکت داشت.

## دهه ۱۳۶۰
وی تشکیل مجمع جهانی حرکت اسلامی دانشجویی را به شورای مرکزی دفتر تحکیم وحدت پیشنهاد کرد و مسئول برگزاری اولین دوره آن در سال ۱۳۶۱ بود. این مجمع به عنوان یک اجلاس غیردولتی با شرکت رؤسای تشکلهای سیاسی و دانشجویی از چهار قاره جهان در تهران تشکیل شد. دومین دوره این مجمع در سال ۱۳۶۳ در تهران برگزار گردید. رهبران شاخه دانشجویی بعضی احزاب کشورهای خاورمیانه در این اجلاس‌ها حضور یافتند. پس از آن که رئیس‌جمهور وقت آیت الله خامنه‌ای در سال ۱۳۶۳ قانون عضویت دو دانشجو به ترکیب ستاد انقلاب فرهنگی را به خمینی پیشنهاد کرد، واعظ زاده به عنوان یکی از این دو تن از سوی شوراهای جهادهای دانشگاهی سراسر کشور انتخاب شد و در کنار حسن حبیبی، علی شریعتمداری، محمدرضا مهدوی کنی، عبدالکریم سروش و احمد احمدی رسماً به عضویت ستاد انقلاب فرهنگی و بعداً شورای عالی انقلاب فرهنگی درآمد و تا سال ۱۳۶۹ که برای ادامه تحصیل به خارج از کشور رفت عضو این شورا بود. وی در طی دوره عضویت در ستاد و شورای انقلاب فرهنگی نظرات و دیدگاه‌های دانشجویان و جوانان را به شورا منعکس کرد و در تهیه اساسنامه دانشگاه‌های تربیت مدرس و جهاد دانشگاهی و اساسنامه مدیریت دانشگاه‌ها مشارکت داشت. واعظ زاده در سال‌های ۱۳۶۵ و ۱۳۶۸ از سوی رؤسای جمهور وقت سید علی خامنه‌ای و اکبر هاشمی رفسنجانی به عنوان رئیس شورای مرکزی جهاد دانشگاهی منصوب شد و رده اعضای هیئت علمی جهاد را برقرار کرد. وی در سال ۱۳۶۸ معاون دانشجویی وزارت فرهنگ و آموزش عالی شد. طی این مسئولیت، بحران کمبود و خرابی خوابگاه‌های دانشجویی و مشکلات رفاهی دانشجویان را که در شرایط پس از جنگ به مسئله حادی برای کشور تبدیل شده بود کنترل کرد و ضوابط اعطای بورس تحصیلی و اعزام دانشجو به خارج را ساماندهی نمود و در مذاکره با سفیران و هیئت‌های کشورهای خارجی مسائل و مشکلات دانشجویان ایرانی شاغل به تحصیل در خارج کشور را بررسی کرد و شورای ارزیابی مدارک تحصیلی خارجی را به عنوان قائم مقام وزیر اداره کرد. وی همچنین در دوران جنگ ایران و عراق به عنوان سرباز ساده در جنگ شرکت داشت.

## دهه ۱۳۷۰
وی در سال ۱۳۶۷ در امتحانات سراسری بورسیه پذیرفته شد و پس از پایان جنگ در سال ۱۳۶۹ برای ادامه تحصیل عازم کانادا شد. فوق لیسانس و دکتری خود را در رشته مهندسی برق به ترتیب در سال ۱۳۷۲ و ۱۳۷۶ از دانشگاه کویینز کانادا دریافت کرد و پس از بازگشت به ایران به عضویت هیئت علمی دانشکده فنی دانشگاه تهران درآمد. وی طی مدت حضور در کانادا علاوه بر تحصیل به مطالعه مدیریت راهبردی فناوری پرداخت. وی در سال ۱۳۸۰ به رتبه دانشیاری و در سال ۱۳۸۴ با دو برابر امتیاز پژوهشی به رتبه استادی ارتقا یافت. واعظ زاده در سال ۱۳۷۸ انجام ارزیابی‌های نظام‌مند از وضعیت علم و فناوری و فرهنگ ایران را به شورای عالی انقلاب فرهنگی پیشنهاد کرد و با حکم سید محمد خاتمی (رئیس جمهور وقت و رئیس شورای عالی انقلاب فرهنگی)، هیئت نظارت و ارزیابی فرهنگی و علمی شورای انقلاب فرهنگی را تأسیس نمود. این هیئت متشکل از علیرضا مرندی، مصطفی میرسلیم، محمدعلی کی نژاد، جعفر توفیقی، محمد فرهادی، احمد احمدی، محسن قمی، حسین مظفر و عباسعلی زالی بود. این هیئت با تهیه شاخص‌های مصوب شورای انقلاب فرهنگی، ارزیابی‌های علمی از وضعیت علم و فناوری و فرهنگ کشور را پایه‌گذاری کرد و گزارش‌های ادواری در طول بیش از ده سال تهیه و در سطح ملی و بین‌المللی به زبان فارسی و انگلیسی منتشر ساخت. واعظ زاده در همایش سیاست‌گذاری علم و فناوری یونسکو به عنوان سخنران کلیدی سخنرانی کرد و هیئت نظارت و ارزیابی فرهنگی و علمی را به عنوان مسئول تهیه آمار و اطلاعات ایران در کتاب سال و پایگاه اطلاع‌رسانی یونسکو به تأیید یونسکو رساند و آمار ایران را از طریق هیئت اصلاح نمود.

## دهه ۱۳۸۰
وی در سال ۱۳۸۱ از سوی سید علی خامنه‌ای به عضویت شورای عالی انقلاب فرهنگی درآمد.
وی اولین معاون علمی و فناوری رئیس جمهور ایران و اولین رئیس بنیاد ملی نخبگان است که در دولت اول محمود احمدی‌نژاد این سمت را بر عهده داشت. وی در آن سمت لایحه حمایت از مؤسسات و شرکتهای دانش بنیان و تجاری‌سازی نوآوری‌ها و اختراعات شامل تأسیس صندوق نوآوری و شکوفائی را تدوین کرد که به تصویب دولت و مجلس رسید. تأسیس ستادهای فناوری‌های راهبردی در زمینه زیست فناوری، هوافضا، میکرو الکترونیک، گیاهان داروئی و طب اسلامی، انرژی‌های نو و سلول‌های بنیادی در سطح ملی، طراحی و مدیریت کانون‌های همکاری دانشگاه و صنعت به منظور تکمیل چرخه نوآوری کالا و خدمات کشور و تعریف برنامه طرحهای کلان فناوری ملی از دیگر اقدامات واعظ زاده در سمت معاونت علمی و فناوری ریاست جمهوری بوده که شماری از این طرحها شامل ابررایانه، همجوشی هسته‌ای، رصدخانه ملی ایران و شتابگر ملی هم‌اکنون در مرحله عملیاتی قرار دارند. وی در این دوره تأسیس بورس شرکت‌های دانش بنیان را پیشنهاد کرد و طرح شناسائی و هدایت استعدادهای برتر (شهاب) را آغاز نمود.

## انتخابات ریاست‌جمهوری ایران (۱۳۹۲)
صادق واعظ زاده در انتخابات ریاست‌جمهوری ایران (۱۳۹۲) به عنوان نامزد ثبت نام کرد و همراه با ۲۰ چهره سیاسی دیگر رد صلاحیت شد.

## عضویت مجمع تشخیص مصلحت نظام
او از ۲۴ اسفند ۱۳۹۰ خورشیدی با حکم رهبر ایران به عضویت در مجمع تشخیص مصلحت نظام منصوب شد. در تاریخ ۲۳ مرداد ۱۳۹۶ خورشیدی، عضویت وی در مجمع تشخیص مصلحت نظام با حکم رهبر ایران به مدت پنج سال تمدید شد.

## سوابق اجرائی
- عضو مجمع تشخیص مصلحت نظام از اسفند ۱۳۹۰ خورشیدی تا کنون
- رئیس شورای عالی و رئیس مرکز الگوی اسلامی ایرانی پیشرفت، از خرداد ۱۳۹۰ خورشیدی تا کنون[۱۲]
- عضو حقیقی شورای عالی انقلاب فرهنگی، از ۱۳۸۱ تا کنون
- اولین معاون علمی و فناوری رئیس‌جمهور، ۱۳۸۵–۱۳۸۸
- رئیس بنیاد ملی نخبگان، ۱۳۸۵–۱۳۸۸
- عضو هیئت امنای جهاددانشگاهی، ۱۳۷۸–۱۳۸۴
- مشاور وزیر فرهنگ و آموزش عالی در امور برنامه‌ریزی و توسعه، ۱۳۷۸–۱۳۸۱
- رئیس شورای مرکزی جهاددانشگاهی، ۱۳۶۵–۱۳۶۸
- عضو ستاد انقلاب فرهنگی و شورای عالی انقلاب فرهنگی، ۱۳۶۳–۱۳۶۹
- معاون امور دانشجویی وزارت فرهنگ و آموزش عالی، ۱۳۶۸–۱۳۶۹
- عضو شورای عالی برنامه‌ریزی (وزارت علوم)، از بدو تأسیس تا ۱۳۶۹

## سوابق علمی
- مدیر گرایش قدرت در دانشکده فنی دانشگاه تهران، ۷۸–۱۳۸۰
- مؤسس و سرپرست آزمایشگاه پژوهشی سیستم‌های حرکت پیشرفته از سال ۱۳۷۷ و سرپرستی طرح‌های متعدد پژوهشی پایان یافته در دانشگاه
- عضو ارشد انجمن بین‌المللی مهندسین برق و الکترونیک IEEE، از سال ۲۰۰۵
- عضو هیئت تحریریه شش نشریه علمی در ایران، ژاپن، آمریکا و هند شامل معتبرترین نشریة علمی بین‌المللی در زمینه تخصص خود
- انجام وظیفه به عنوان رئیس افتخاری، رئیس، عضو کمیته راهبری، عضو کمیته علمی، سخنران کلیدی و رئیس نشست در حدود بیست کنفرانس و همایش علمیِ ملی و بین‌المللی در ایران، چین، ژاپن، ترکیه و کره جنوبی
- عضو مؤسس کمیته مطالعات الکترونیک قدرت، انجمن مهندسین برق ایران
- رئیس انجمن الکترونیک قدرت ایران
- عضو مؤسس شورای قطب علمی سیستم‌های الکترومغناطیسی کاربردی
- ادیتور ژورنال دانشگاهی IEEE Transactions on Energy Conversion

از واعظ زاده تاکنون حدود یکصد و پنجاه مقاله پژوهشی شامل حدود چهل مقاله در نشریات نمایه شده در پایگاه ISI منتشر شده‌است. وی همچنین در هیئت سردبیری پنج ژورنال ملی و بین‌المللی عضویت دارد. وی در کنفرانسهای علمی و تخصصی در ایران، ژاپن، ترکیه، هند و کره جنوبی به عنوان عضو کمیته علمی، عضو کمیته راهبری و رئیس نشست خدمت کرده‌است. او ریاست دومین کنفرانس الکترونیک قدرت و محرکهای الکتریکی را در سال ۱۳۸۹ بر عهده داشت و رئیس کمیته علمی قدرت در کنفرانس سراسری برق ایران در سال ۱۳۹۱ بوده‌است. وی همچنین صاحب یک اختراع ثبت شده ایالات متحده آمریکا است.

## جوایز علمی
- برگزیده جشنواره بین‌المللی خوارزمی (۱۳۸۹)
- برنده جایزه اول کمیسیون بین‌المللی علم و فناوری برای توسعه جنوب (۱۳۸۹)
- استاد راهنمای دانشجوی دکترای برگزیده پژوهشی دانشگاه تهران (۱۳۸۸)
- عضو ارشد انجمن بین‌المللی مهندسین برق و الکترونیک (۱۳۸۴)
- مجری طرح تحقیقاتی نمونه دانشگاه تهران (۸۳–۱۳۸۲)
- برنده جایزه مقاله برگزیده نشست سیاست‌ها و راهبردهای علم، فناوری و فرهنگ، وزارت علوم (۱۳۸۰)

### تألیف
- Vaez-Zadeh, Sadegh, Control of Permanent Magnet Synchronous Motors (Oxford, 2018; online edn, Oxford Academic, 19 Apr. 2018), https://doi.org/10.1093/oso/9780198742968.001.0001, accessed 17 Sept. 2022.

- مجموعه مقالات نشست سیاست‌ها و راهبردهای علم، فناوری و فرهنگ، دو جلد (سرپرست)
- سیاست‌ها و راهبردهای علم و فناوری، دائرةالمعارف آموزش عالی، بنیاد دانشنامه بزرگ فارسی، ۱۳۸۱[۱۵]

### ترجمه
- مؤسسات فناوری: راهبردهای بهترین عملکرد (انتشارات دانشگاه تهران، ۱۳۸۱) برنده جایزه از معاونت پژوهشی وزارت ارتباطات و فناوری اطلاعات